# Veine interosseuse antérieure
Les veines interosseuses antérieures sont les deux veines profondes de l'avant-bras satellites de l'artère interosseuse antérieure. Elles s'anastomosent entre-elles et se jettent dans les veines ulnaires.